# Roberto Oscar Zárate
Roberto Oscar Zárate (nacido el 18 de febrero de 1964 en Buenos Aires, Argentina) también conocido como el Monito Zárate es un exfutbolista argentino que se desempeñó como volante ofensivo. Fue un habilidoso volante que brilló a comienzos de la década de 1980 en el Fútbol Argentino. En 1983 su actuación fue muy destacada y como consecuencia fue convocado para jugar el Sudamericano Sub-20 y la Copa Mundial de Fútbol Juvenil, logrando en esta última el segundo puesto y el balón de plata como reconocimiento a su rendimiento durante la copa.

## Trayectoria
Se probó en las inferiores de River Plate pero decidió abandonar la institución debido a los rumores incómodos que se generaban sobre su vínculo con el club por el gran paso de su padre Roberto Zárate, por lo tanto decidió continuar su formación como futbolista en las divisiones inferiores del Club Atlético All Boys hasta debutar como futbolista profesional a los 16 años de edad en la antigua Primera División B del torneo de 1981 el día 25 de julio en el triunfo de All Boys por 3 a 0 sobre Estudiantes de Caseros. Se mantuvo en el club de Floresta hasta 1983, luego pasó a préstamo a Newell's Old Boys de Rosario debido a sus grandes actuaciones en las tres temporadas disputadas en el blanquinegro.
Debutó con la camiseta de la Lepra el 19 de febrero de 1984 por la primera fecha del Campeonato Nacional de 1984 frente a Boca Juniors pero recién en la quinta fecha marcaría su primer tanto, en el empate frente a Ferro Carril Oeste de General Pico por 1 a 1. En el club rosarino disputó un total de 19 encuentros y marcó 2 tantos.
Tuvo un breve paso por Racing de Córdoba luego emigró al fútbol colombiano para jugar en Deportes Tolima, Deportes Quindío e Independiente Medellín y más tarde pasó al fútbol venezolano para jugar en Trujillanos FC y finalmente en Valencia FC. Para finalizar su carrera deportiva volvió a Argentina para retirarse del fútbol profesional en Deportivo Laferrere en el año 1995.

## Selección nacional

### Selección nacional sub-20
Su habilidad y buen rendimiento en All Boys llamaron la atención de César Luis Menotti y por lo tanto Carlos Pachamé, director técnico de la selección juvenil argentina en aquel entonces, lo tuvo en cuenta en la Selección juvenil de 1983 que disputó el Sudamericano Sub-20 y la Copa Mundial de Fútbol Juvenil en México.

#### Participaciones con la Selección
| Torneo                                 | Sede    | Resultado  | Partidos | Goles |
| -------------------------------------- | ------- | ---------- | -------- | ----- |
| Sudamericano Sub-20 de 1983            | Bolivia | Tercero    | 7        | 3     |
| Copa Mundial de Fútbol Juvenil de 1983 | México  | Subcampeón | 6        | 3     |

## Estadísticas

### Clubes
| Equipo                                  | Div.                | Temporada           | Liga     | Liga  | Copa Nacional(1) | Copa Nacional(1) | Copa Internacional | Copa Internacional | Total    | Total |
| Equipo                                  | Div.                | Temporada           | Partidos | Goles | Partidos         | Goles            | Partidos           | Goles              | Partidos | Goles |
| All Boys Argentina                      | 2.ª                 | 1981                | ?        | ?     | -                | -                | -                  | -                  | ?        | ?     |
| All Boys Argentina                      | 2.ª                 | 1982                | ?        | ?     | -                | -                | -                  | -                  | ?        | ?     |
| All Boys Argentina                      | 2.ª                 | 1983                | ?        | ?     | -                | -                | -                  | -                  | ?        | ?     |
| All Boys Argentina                      | 2.ª                 | 1986                | ?        | ?     | -                | -                | -                  | -                  | ?        | ?     |
| All Boys Argentina                      | 2.ª                 | 1986-87             | ?        | ?     | -                | -                | -                  | -                  | ?        | ?     |
| All Boys Argentina                      | Total               | Total               | 131      | 34    | -                | -                | -                  | -                  | 131      | 34    |
| Newell's Old Boys Argentina             | 1.ª                 | 1984                | 19       | 2     | -                | -                | -                  | -                  | 19       | 2     |
| Newell's Old Boys Argentina             | Total               | Total               | 19       | 2     | -                | -                | -                  | -                  | 19       | 2     |
| Racing de Córdoba Argentina             | 1.ª                 | 1985                | 3        | 0     | -                | -                | -                  | -                  | 3        | 0     |
| Racing de Córdoba Argentina             | Total               | Total               | 3        | 0     | -                | -                | -                  | -                  | 3        | 0     |
| Deportes Tolima · Colombia              | 1.ª                 | 1988                | 26       | 9     | -                | -                | -                  | -                  | 26       | 9     |
| Deportes Tolima · Colombia              | Total               | Total               | 26       | 9     | -                | -                | -                  | -                  | 26       | 9     |
| Deportes Quindío · Colombia             | 1.ª                 | 1989                | ?        | ?     | -                | -                | -                  | -                  | ?        | ?     |
| Deportes Quindío · Colombia             | Total               | Total               | ?        | ?     | -                | -                | -                  | -                  | ?        | ?     |
| Independiente Medellín · Colombia       | 1.ª                 | 1989                | ?        | ?     | -                | -                | -                  | -                  | ?        | ?     |
| Independiente Medellín · Colombia       | 1.ª                 | 1990                | ?        | ?     | -                | -                | -                  | -                  | ?        | ?     |
| Independiente Medellín · Colombia       | Total               | Total               | ?        | ?     | -                | -                | -                  | -                  | ?        | ?     |
| Trujillanos FC · Venezuela              | 1.ª                 | 1991-92             | ?        | ?     | -                | -                | -                  | -                  | ?        | ?     |
| Trujillanos FC · Venezuela              | 1.ª                 | 1992-93             | ?        | ?     | -                | -                | -                  | -                  | ?        | ?     |
| Trujillanos FC · Venezuela              | Total               | Total               | 70       | 13    | -                | -                | -                  | -                  | 70       | 13    |
| Valencia FC · Venezuela                 | 1.ª                 | 1994                | ?        | ?     | -                | -                | -                  | -                  | ?        | ?     |
| Valencia FC · Venezuela                 | Total               | Total               | ?        | ?     | -                | -                | -                  | -                  | ?        | ?     |
| Deportivo Laferrere Argentina           | 2.ª                 | 1994-95             | 30       | 0     | -                | -                | -                  | -                  | 30       | 0     |
| Deportivo Laferrere Argentina           | Total               | Total               | 30       | 0     | -                | -                | -                  | -                  | 30       | 0     |
| Total en su carrera                     | Total en su carrera | Total en su carrera | ?        | ?     | -                | -                | -                  | -                  | ?        | ?     |
| (1) Incluye datos de la Copa Argentina. |                     |                     |          |       |                  |                  |                    |                    |          |       |

Fuente: bdfa.com.ar y ceroacero.es

## Distinciones individuales
| Distinción                                       | Año  |
| ------------------------------------------------ | ---- |
| Balón de Plata en Copa Mundial de Fútbol Juvenil | 1983 |